# Пражила (Румунія)
Пражила (рум. Prajila) — село у повіті Вилча в Румунії. Адміністративно підпорядковане місту Беїле-Говора.
Село розташоване на відстані 168 км на північний захід від Бухареста, 16 км на захід від Римніку-Вилчі, 88 км на північ від Крайови, 129 км на південний захід від Брашова.

## Населення
За даними перепису населення 2002 року у селі проживали 2396 осіб.
Національний склад населення села:
| Національність | Кількість осіб | Відсоток |
| -------------- | -------------- | -------- |
| румуни         | 2367           | 98,8%    |
| цигани         | 21             | 0,9%     |

Рідною мовою назвали:
| Мова      | Кількість осіб | Відсоток |
| --------- | -------------- | -------- |
| румунська | 2374           | 99,1%    |
| циганська | 16             | 0,7%     |